# Czarnów (województwo lubuskie)
Czarnów (niem. Tschernow, 1937–1945 Schernow) – wieś w Polsce położona w województwie lubuskim, w powiecie słubickim, w gminie Górzyca.
Duża wieś położona na skraju pradoliny Warty, ok. 8 km na północny wschód od Górzycy i 1 km na południe od drogi 22 Kostrzyn nad Odrą – Skwierzyna. Przy tej drodze znajduje się kolejowy przystanek osobowy "Czarnów" na rozbieranej linii Chyrzyno-Gorzów Wielkopolski Zieleniec.
W latach 1945–1947 wieś należała i była siedzibą władz gminy Czarnów. W latach 1954–1972 wieś należała i była siedzibą władz gromady Czarnów. W latach 1975–1998 miejscowość administracyjnie należała do województwa gorzowskiego.

## Historia
Wieś wzmiankowana w 1354 r. jako dobro rycerskie, od 1401 r. w posiadaniu biskupstwa lubuskiego. Kościół powstał tu już w średniowieczu, przebudowany w XVI w. spłonął w 1824 r. Świątynię odbudowano w latach 1826-1827 zachowując ocalałą, dolną część wieży z XV w. W 1927 r. kościół otrzymał cebulasty hełm.
We wsi działała Rolnicza Spółdzielnia Produkcyjna „Nowe Życie”.

## Zabytki
Do wojewódzkiego rejestru zabytków wpisany jest:
- kościół ewangelicki, obecnie rzymskokatolicki parafialny pw. Matki Bożej Szkaplerznej, z XV wieku, XIX wieku

inne zabytki:
- Fort Czarnów - wybudowany w latach 1887-1890 o powierzchni 10,34 ha. Jeden z czterech fortów Twierdzy Kostrzyn. Pozostałe forty to: Gorgoszcz - Gorgast, Żabice i Sarbinowo, przy ul. Sportowej w Kostrzynie[7]. Założenia, miały chronić twierdzę główną, jednak rozwój techniki militarnej nastąpił tak szybko, że straciły one swój strategiczny cel zanim ostatecznie oddano je do użytku. Do I wojny światowej, oświetlane były lampami naftowymi a komunikację ze światem przewidywano za pomocą gołębi pocztowych. Forty zbudowano z cegły, posiadały także wały ziemne dla artylerii i dolne dla piechoty.

## Ludność
Mieszka tu wiele rodzin, które po II wojnie światowej zostały przesiedlone z terenów Kresów Wschodnich,
głównie z byłego województwa tarnopolskiego.

## Sport
W miejscowości działa piłkarski Klub Sportowy „Walka” Czarnów, założony 2 sierpnia 2010 roku i występujący w B-klasie.